# I Want You Back (NSYNC)
I Want You Back is een nummer van de Amerikaanse boyband NSYNC uit 1997. Het is de eerste single van hun titelloze debuutalbum.
Het nummer werd vooral in Noord-Amerika, Oceanië en het Duitse taalgebied een hit. In de Amerikaanse Billboard Hot 100 haalde het de 13e positie, evenals in de Nederlandse Top 40.
- MusicBrainz release group: 95128a3f-6e3d-3714-af81-8bd287d5eb0f